# Picasso Trigger
Série 'Bullets, Bombs and Babes'
Piège mortel à Hawaï
(1987)
Pour plus de détails, voir Fiche technique et Distribution.
Picasso Trigger est un film d'action érotique américain sorti en 1988, réalisé par Andy Sidaris. C'est le troisième dans la saga des Triple B.

## Synopsis
L'agent qui suit Picasso Trigger est assassiné à Paris par Miguel Ortiz, un criminel qui joue double-jeu. Ortiz commence ensuite à éliminer les agents impliqués dans la mort de son frère. Pour l'arrêter, se dresse l'agent Travis Abilene.

## Fiche technique
- Titre : Picasso Trigger
- Genre : thriller érotique, action, espionnage
- Réalisation : Andy Sidaris
- Scénario : Andy Sidaris
- Musique : Gary Stockdale
- Production : Arlene Sidaris pour Malibu Bay Films
- Photographie : Howard Wexler
- Montage : Michael Haight
- Effets spéciaux : Robert Calvert, Frank Ceglia
- Décors : Peter Munneke
- Costumes : Fionn
- Maquillage : Roseanne McIlvane
- Pays :  États-Unis
- Durée : 99 min
- Année de sortie : 1988
- Langue originale : anglais
- Format d'image : 1.85:1

## Distribution
- Steve Bond : Travis Abilene
- Dona Speir : Donna
- Hope Marie Carlton : Taryn
- Harold Diamond : Jade
- Cynthia Brimhall : Edy

## Critique
Le film mélange sexe, action et gadgets.